# الكيرلنغ على الكراسي المتحركة
الكيرلنج على الكراسي المتحركة، هي أحد أشكال الكيرلنج المخصصة للرياضيين الذين يعانون من إعاقة تؤثر على أطرافهم السفلية أو طريقة مشيتهم. يتم تنظيم الكيرلنج على الكرسي المتحرك من قبل الاتحاد العالمي
للكيرلنج، وهو أحد الرياضات المشاركة في الألعاب البارالمبية الشتوية.

## تاريخ اللعبة
بدأت رياضة الكيرلنج على الكراسي المتحركة في أوروبا في أواخر التسعينيات وفي أمريكا الشمالية في عام 2002. أقيمت أول بطولة عالمية للكيرلنج على الكراسي المتحركة في سورسي بسويسرا في عام 2002 وفازت بها الدولة المضيفة التي تغلبت على كندا 7-6 في النهائي. بدأت كرياضة بارالمبية في دورة الألعاب البارالمبية الشتوية لعام 2006 في تورينو بإيطاليا. فازت كندا بقيادة كريس داو بالميدالية الذهبية بفوزها على بريطانيا بقيادة فرانك دافي 7-4 في النهائي.

## قانون اللعبة
في لعبة الكرلنغ على الكراسي المتحركة، هناك فئة رياضية واحدة فقط. يجب أن يكون لدى الرياضيين إعاقة تؤثر على أرجلهم. قد يعاني الرياضيون من نقص الأطراف بسبب البتر الثنائي أو الأحادي للأطراف السفلية، أو ضعف العضلات في أرجلهم بسبب إصابة الحبل الشوكي أو ضعف التنسيق بسبب الشلل الدماغي.
تُلعب لعبة الكيرلنج على الكرسي المتحرك باستخدام نفس الأحجار وعلى نفس الجليد كما هو الحال في لعبة الكيرلنج العادية، على الرغم من أن الأحجار تُرمى من كرسي متحرك ثابت بدون استخدام مكنسة لتحريك الحجر، يمكن رمي الصخور باليد أثناء الانحناء على جانب الكرسي المتحرك، أو دفعها بعصا التوصيل، وهي عبارة عن عمود مزود بقوس يناسب يمسك الحجر، مما يسمح بدفع الصخور أثناء تطبيق الدوران الصحيح.
يجب وضع الحجارة المرسلة بين نقطة البداية وخط المرور القريب على مسافة 18 بوصة على جانبي خط الوسط ويجب إطلاقها قبل الوصول إلى خط المرور القريب.
تُلعب المسابقات الوطنية والدولية وفقًا لقواعد وضعها الاتحاد العالمي للكيرلنج. وتنص هذه القواعد على أن تكون مدة المباريات ثماني جولات. وسيتم فرض حدود زمنية تبلغ 38 دقيقة من وقت التفكير لكل فريق مع استراحة لمدة 60 ثانية بواسطة ساعات الوقت. تقتصر الأهلية على الأشخاص ذوي الإعاقة بحيث يتم استخدام الكرسي المتحرك للتنقل اليومي - وبشكل أكثر تحديدًا، أولئك الذين لا يستطيعون المشي أو يمكنهم المشي لمسافات قصيرة جدًا فقط.
في اجتماعهم نصف السنوي في أبريل 2010، رفع الاتحاد العالمي للكيرلنج الحظر المفروض على استخدام الكراسي المتحركة في الأحداث التي يرعاها الاتحاد.
يمكن للأشخاص ذوي الإعاقات المختلفة ممارسة رياضة الكيرلنج على الكراسي المتحركة. كل ما هو مطلوب هو التنسيق لممارسة قوة دفع محسوبة، والتحمل للبرد، بدون الحاجة إلى المكنسات، فإن رياضة الكيرلنج على الكراسي المتحركة مناسبة تمامًا للأنماط التي تضم شخصين مثل الكيرلنج بالعصا.

## الألعاب البارالمبية الشتوية
تم تنظيم بطولات الكيرلنج على الكراسي المتحركة في الألعاب البارالمبية منذ دورة الألعاب البارالمبية الشتوية عام 2006 في تورينو.
- 2006 : كندا ( كريس دا )
- 2010 : كندا ( جيم ارمسترونج )
- 2014:  كندا ( جيم ارمسترونج ) [5]
- 2018 : الصين ( وانغ هايتاو ) [6]
- 2022 : الصين ( وانغ هايتاو ) [7]

### مشاركات الدول في الألعاب البارالمبية الشتوية
| أمة                                                     | 2006 | 2010 | 2014 | 2018 | 2022 | إجمالي المشاركات |
| ------------------------------------------------------- | ---- | ---- | ---- | ---- | ---- | ---------------- |
| كندا                                                    | 1    | 1    | 1    | 3    | 3    | 5                |
| الصين                                                   | -    | -    | 4    | 1    | 1    | 3                |
| الدنمارك                                                | 5    | -    | -    | -    | -    | 1                |
| استونيا                                                 | -    | -    | -    | -    | 10   | 1                |
| فنلندا                                                  | -    | -    | 10   | 11   | -    | 2                |
| ألمانيا                                                 | -    | 8    | -    | 8    | -    | 2                |
| بريطانيا                                                | 2    | 6    | 3    | 7    | 8    | 5                |
| إيطاليا                                                 | 7    | 5    | -    | -    | -    | 2                |
| اليابان                                                 | -    | 10   | -    | -    | -    | 1                |
| لاتفيا                                                  | -    | -    | -    | -    | 9    | 1                |
| الرياضيون البارالمبيون المستقلون في الألعاب البارالمبية | -    | -    | -    | 5    | -    | 1                |
| النرويج                                                 | 4    | 9    | 8    | 2    | 7    | 5                |
| كوريا الجنوبية                                          | -    | 2    | 9    | 4    | 6    | 4                |
| روسيا                                                   | -    | -    | 2    | -    | -    | 1                |
| سلوفاكيا                                                | -    | -    | 6    | 9    | 4    | 3                |
| السويد                                                  | 3    | 3    | 7    | 10   | 2    | 5                |
| سويسرا                                                  | 6    | 7    | -    | 6    | 11   | 4                |
| الولايات المتحدة                                        | 8    | 4    | 5    | 12   | 5    | 5                |
| مجموع الفرق                                             | 8    | 10   | 10   | 12   | 11   |                  |

## مجموع الميداليات
| رتبة    | أمة                  | ذهب | فضي | برونزي | المجموع |
| ------- | -------------------- | --- | --- | ------ | ------- |
| 1       | كندا (CAN)           | 3   | 0   | 2      | 5       |
| 2       | الصين (CHN)          | 2   | 0   | 0      | 2       |
| 3       | السويد (SWE)         | 0   | 1   | 2      | 3       |
| 4       | بريطانيا (GBR)       | 0   | 1   | 1      | 2       |
| 5       | النرويج (NOR)        | 0   | 1   | 0      | 1       |
| 5       | روسيا (RUS)          | 0   | 1   | 0      | 1       |
| 5       | كوريا الجنوبية (KOR) | 0   | 1   | 0      | 1       |
| المجموع | المجموع              | 5   | 5   | 5      | 15      |

## بطولة العالم
بطولة العالم للكيرلنج على الكراسي المتحركة هي بطولة عالمية سنوية تقام لتحديد أفضل فريق في العالم في رياضة الكيرلنج على الكراسي المتحركة. وتقام هذه البطولة كل عام غير أولمبي.
- 2002 : سويسرا ( أورس بوتشر )
- 2004 : اسكتلندا ( فرانك دافي )
- 2005 : اسكتلندا (فرانك دافي)
- 2007 : النرويج ( رون لورينسن )
- 2008 : النرويج (رون لورينسن)
- 2009 : كندا ( جيم ارمسترونج )
- 2011 : كندا (جيم أرمسترونج)
- 2012 : روسيا ( أندريه سميرنوف )
- 2013 : كندا (جيم أرمسترونج)
- 2015 : روسيا (أندريه سميرنوف)
- 2016:  روسيا ( أندريه سميرنوف )
- 2017 : النرويج (رون لورينسن)
- 2019 : الصين ( وانغ هايتاو )
- 2020:  روسيا ( كونستانتين كوروختين )
- 2021 : الصين ( وانغ هايتاو )

## جدول الميداليات على مدار كل العصور
حتى بطولة العالم للكيرلنج على الكراسي المتحركة لعام 2024
| رتبة                | أمة                 | ذهب | فضي | برونزي | المجموع |
| ------------------- | ------------------- | --- | --- | ------ | ------- |
| 1                   | النرويج             | 4   | 1   | 1      | 6       |
| 1                   | روسيا               | 4   | 1   | 1      | 6       |
| 3                   | كندا                | 3   | 4   | 1      | 8       |
| 4                   | الصين               | 3   | 1   | 3      | 7       |
| 5                   | اسكتلندا            | 2   | 2   | 4      | 8       |
| 6                   | سويسرا              | 1   | 2   | 1      | 4       |
| 7                   | السويد              | 0   | 3   | 1      | 4       |
| 8                   | كوريا الجنوبية      | 0   | 2   | 2      | 4       |
| 9                   | الدنمارك            | 0   | 1   | 0      | 1       |
| 10                  | فنلندا              | 0   | 0   | 1      | 1       |
| 10                  | ألمانيا             | 0   | 0   | 1      | 1       |
| 10                  | الولايات المتحدة    | 0   | 0   | 1      | 1       |
| المجموع (12 إدخالاً) | المجموع (12 إدخالاً) | 17  | 17  | 17     | 51      |